# Lion Feuchtwanger
Lion Feuchtwanger, pseudonym: J.L. Wetcheek, född 7 juli 1884 i München, Bayern, död 21 december 1958 i Los Angeles, Kalifornien, var en tysk författare av judisk börd. 
Feuchtwanger studerade litteratur, filosofi och antropologi i München och Berlin. 1907 blev han filosofie doktor på en avhandling om Heinrich Heine.
I historiska romaner kritiserade han sin samtid, till exempel i Jud Süss 1925 (sv. Makt). Verk av honom brändes under bokbålen runt om i Nazityskland 1933. Som jude och vänsterorienterad blev Feuchtwanger vid nazisternas maktövertagande detta år av med sitt tyska medborgarskap. Hans böcker förbjöds och Feuchtwanger gick i landsflykt. Han levde under senare delen av sitt liv i USA.
Feuchtwanger var medarbetare på Die Weltbühne.

## Eftermäle
Asteroiden 12350 Feuchtwanger är uppkallad efter honom.

## Verk översatta till svenska
- Makt: romanen om hovjuden Süss (översättning Karl Fägersten Skoglund, 1927) (Jud Süß)
- Den fula hertiginnan (översättning Karl Fägersten, Skoglund, 1928) (Die hässliche Herzogin Margarete Maultasch)
- Framgång (översättning Karl Fägersten, Skoglund, 1930)
- Jerusalems undergång (översättning Karl Fägersten, Skoglund, 1932)
- Oppermanns (översättning Karl Fägersten, Skoglund, 1933)
- Marianne i Indien och andra noveller (översättning Karl Fägersten, Skoglund, 1934) (Marianne in Indien)
- Sönerna (översättning Karl Fägersten, Skoglund, 1935) (Die Söhne)
- Den gula fläcken: utrotandet av 500,000 tyska judar (förord av Herbert Tingsten och Lion Feuchtwanger, översättning Arne Holmström, Holmström, 1936)
- Den falske Nero (översättning Karl Fägersten, Skoglund, 1937)
- Ett oblitt Frankrike (översättning Hugo Hultenberg, Skoglund, 1943) (The devil in France)
- Dagen skall komma (översättning Karl Fägersten, Skoglund, 1945) (Der Tag wird kommen)
- Simone (översättning Sten Söderberg, Ljus, 1945) (Simone)
- Frihetens soldater: roman från Marie Antoinettes tid (översättning Willy Falkman och Karin Granstedt, Norstedt, 1947) (Waffen für Amerika)
- Fjärrskådaren (översättning Irmgard Pingel, Folket i bild, 1951) (Die Brüder Lautensack)